# Objekt BL Lacertae

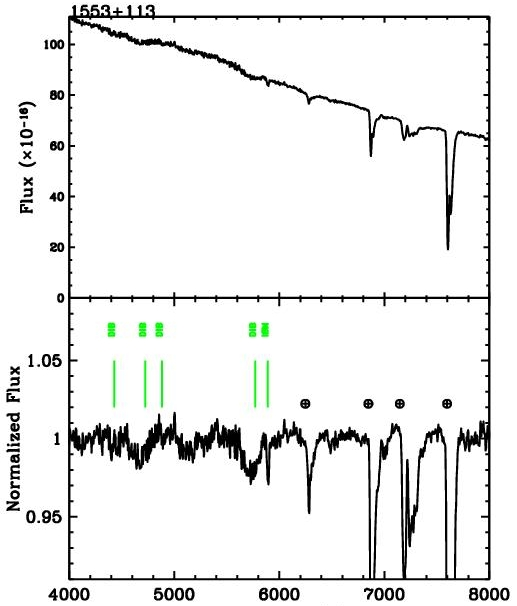
Viditelné spektrum objektu BL Lac označeného PG 1553+11.

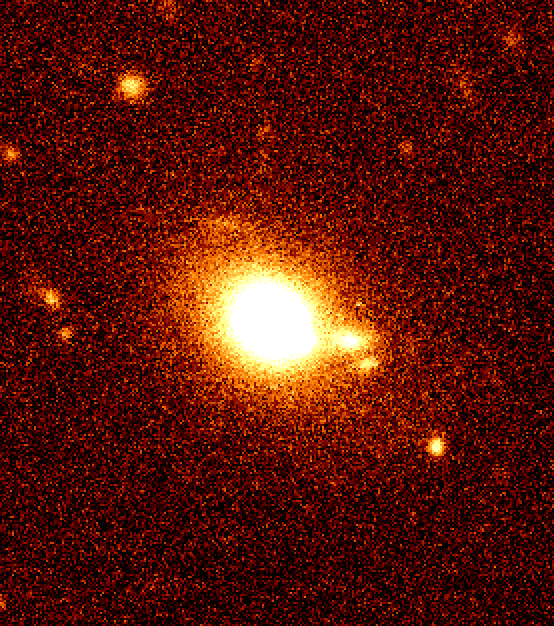
Objekt BL Lac označený H 0323+022 (z=0,147) na snímku z dalekohledu NTT (filtr R).
Je vidět ústřední galaxie a její nejbližší společníci.

Objekt BL Lacertae nebo objekt BL Lac je druh aktivního galaktického jádra či galaxie s takovým jádrem. Je pojmenován po jeho hlavním představiteli, galaxii BL Lacertae, která byla pro svou proměnnost původně považována za proměnnou hvězdu. Pro objekty BL Lacertae jsou na rozdíl od jiných typů aktivních galaktických jader příznačné rychlé a výrazné změny jasu, značná polarizace světla
a téměř chybějící emisní spektrální čáry.
V porovnání s jasnějšími aktivními jádry kvasarů, která mají výrazné emisní čáry, zaujme spektrum objektů BL Lac svým poměrně jednotvárným a spojitým průběhem v celém rozsahu elektromagnetického záření. Chybějící spektrální čáry také historicky bránily rozpoznání jejich pravé podstaty a nadále zůstávají překážkou v určení jejich skutečné vzdálenosti.
Ve sjednoceném modelu rádiově hlučných galaktických jader jsou pozorované vlastnosti jader objektů BL Lac vysvětlovány působením výtrysku plazmatu, který je namířen blízko ke směru pohledu pozorovatele. Současně se předpokládá, že jsou tyto objekty v podstatě shodné s málo zářivými rádiovými galaxiemi. Tato aktivní jádra se často nachází ve velmi hmotných eliptických galaxiích. Z pohledu třídění aktivních galaktických jader se objekty BL Lac považují za podskupinu blazarů. Všechny známé objekty BL Lac jsou spojeny s rádiovými zdroji, které jsou nejsilnější v oblasti jejich jádra, a mnoho z nich vykazuje nadsvětelnou rychlost.
Třída blazarů zahrnuje všechny kvasary, jejichž výtrysk plazmatu je namířen přibližně směrem k pozorovateli, čímž vzniká jedinečné spektrum rádiového záření. To se týká jak rádiové tichých aktivních jader (BL Lac), tak OVV kvasarů (optically violent variable), ovšem při běžném použití se názvy „blazar“ a „objekt BL Lacertae“ vzájemně zaměňují. OVV kvasary jsou obecně mnohem jasnější a mají výraznější emisní čáry než objekty BL Lac.
Mezi příklady objektů BL Lac patří zejména samotná galaxie BL Lacertae a dále OJ 287, AP Librae, PKS 2155-304, PKS 0521-365, Markarian 421, 3C 371, W Com, ON 325 a Markarian 501.

## Hostitelské galaxie
Brzy po objevu této neobvyklé třídy objektů bylo zjištěno, že tyto objekty obklopuje slabá mlhovina. Na konci 70. let 20. století se díky moderním snímačům (jako je například CCD) podařilo podrobněji prozkoumat podstatu těchto mlhovin. První snímky objektu BL Lac s označením PKS 0548-322, které pořídil M. Disney v roce 1974 pomocí různých filtrů, ukázaly, že ho tvoří obří eliptická galaxie s jasným jádrem.
Rozsáhlá přehlídka 132 objektů BL Lac, kterou v roce 2000 provedl Hubbleův vesmírný dalekohled a která zahrnovala objekty ze sedmi předchozích přehlídek v rádiovém, optickém a rentgenovém pásmu, zkoumala morfologii možných hostitelských galaxií těchto objektů. Výsledkem této přehlídky bylo zjištění, že na 2/3 pořízených snímků byla rozpoznána hostitelská galaxie, přitom u objektů s rudým posuvem z < 0,5 byla galaxie rozpoznána ve většině případů (92 %). U objektů s rudým posuvem z > 0,5 byla kvůli poměrně krátkým expozičním časům galaxie rozpoznána pouze v jedné čtvrtině případů (6 z 22).
S jistotou větší než 99 % je u 58 z celkem 72 rozpoznaných galaxií před čistě exponenciálním diskem upřednostňován de Vaucouleursův profil {\displaystyle I(R)\propto R^{\frac {1}{4}}}.
Tento výzkum tedy dospěl k názoru, že četnost diskových systémů v objektech BL Lac je nanejvýš 8 %, což se shoduje s předpokladem, že všechny hostitelské galaxie těchto objektů jsou eliptické. Tyto galaxie jsou velmi zářivé a jejich střední K-korigovaná absolutní hvězdná velikost je {\displaystyle M_{R}\thicksim -23,7\pm 0,6} mag (RMS rozptyl). To je srovnatelné s nejjasnějšími galaxiemi v kupách galaxií.

## Historie
V roce 1968 si John L. Schmitt poprvé všiml zvláštní povahy BL Lacertae, když ji ztotožnil s rádiovým zdrojem VRO 42.22.01.
Během roku další vědci pozorovali, že se jeho rádiový tok mění a jeho světlo je polarizované. Strittmatterova vědecká skupina k němu v roce 1972 přidala další 4 objekty a pro tuto nově vzniklou skupinu objektů navrhla označení „BL Lacertae“.
V roce 1976 už tato skupina obsahovala 30 objektů.
V roce 2017 bylo pomocí zařízení IceCube na polární stanici Amundsen–Scott zachyceno neutrino s velmi vysokou energií, které zdánlivě vycházelo z objektu BL Lacertae s názvem TXS 0506+056.